# إعظامة
إعْظَامَة أو القَرِينُوليَّة (بالفرنسية: Crinoline) (نقرحة: الكرينولين) هو هيكل قاسٍ يُلبَس تحت التنورة ليعطيها شكلاً منتفخاً ويضخم حجم الأرداف، و قد كان دارج الاستعمال في أوروبا منذ القرن السادس عشر إلى منتصف القرن التاسع عشر.
كانت نوعية النسيج المستخدم في تركيب الإعظامة في الماضي شديدة القسوة، فكان يصنع من شعر الحصان و القطن أو الكتان.